# فدرال دم (مینه‌سوتا)
فدرال دم، مینه‌سوتا (به انگلیسی: Federal Dam, Minnesota) یک شهر در ایالات متحده آمریکا است که در شهرستان کاس (ابهام‌زادیی) واقع شده‌است.

## خصوصیات
فدرال دم ۵٫۸۸ کیلومترمربع مساحت و ۱۱۰ نفر جمعیت دارد و ۳۹۹ متر بالاتر از سطح دریا واقع شده‌است.